# Slovenska kmečka zveza
Slovenska kmečka zveza (kratica SKZ) je bila prva slovenska demokratična politična stranka, ustanovljena po drugi svetovni vojni.

## Priprave in ustanovitev
Franc Zagožen je v Mladini februarja 1988 objavil razmišljanje z naslovom Bila je pšenica, zdaj raste plevel v katerem je napovedal ustanovitev Slovenske kmečke zveze in Zveze slovenske kmečke mladine. Z njegovim študentom Emilom Erjavcem sta k sodelovanju in vodenju iniciativnega odbora povabila kmeta Ivana Pučnika iz Črešnjevca ter kmeta Ivana Omana iz Zminca v Poljanski dolini. Vodenje iniciativnega odbora je prevzel Ivan Oman. Priprave na ustanovitev so začele teči spomladi 1988. V organizacijskem smislu jih je vodila Marija Markeš. Pred ustanovitvijo sta novinarja Kmečkega glasa in Teleksa Slava Partljič in Vinko Vasle z Ivanom Omanom aprila 1988 objavila odmeven intervju Mogoče bo ta pomlad toplejša, ki je prav tako napovedoval ustanovitev Slovenske kmečke zveze. 
Stranka je bila ustanovljena 12. maja 1988 na javni kmečki tribuni z naslovom "Ali mora kmet res le ubogati?" v dvorani hotela Union v Ljubljani; udeležilo se jo je okoli 1500 ljudi. Kot društvo je bila formalno registrirana 12. avgusta 1988, kot stranka pa 25. januarja 1990, ko je to omogočil Zakon o političnem združevanju. Prvi predsednik Slovenske kmečke zveze je postal Ivan Oman. 

## Program in delovanje
SKZ si je prizadevala za sistemske spremembe na področju kmetijstva in zadružništva. Tako si je npr. v svojem programu prizadevala za odpravo zemljiškega maksimuma in posebno varstvo družinskih kmetij.
SKZ pa se je vključevala tudi v dogajanje, ki ni bilo neposredno vezano na kmetijstvo. Tako je SKZ protestirala ob aretaciji četverice, se vključila v Odbor za varstvo človekovih pravic, razpravljala o amadmajih k republiški Ustavi leta 1989 ter podpisala majniško deklaracijo.

## Volitve leta 1990
SKZ se je 4. decembra 1989 pridružila Demosu.  
Na volitvah v družbenopolitični zbor, ki so potekale 8. aprila 1990, je stranka prejela 135.808 glasov, kar je predstavljalo 12,55 % vseh glasov. V skupščino so bili izvoljeni: Alojz Grabner, Janko Halb, Jože Hobič, Mihaela Logar, Marija Markeš, Julij Nemanič, Marjan Podobnik, Franc Potočnik, Ivan Pučnik, Ludvik Toplak, Franc Zagožen.
Na volitvah v zbor občin, ki so potekale 8. ter 22. aprila 1990, so bili v skupščino izvoljeni: Stanislav Bevc, Slavko Dragovan, Slavko Gregurec, Zvonko Ivanušič, Jože Jaklin, Boris Jež, Milan Kramberger, Anton Kuzman, Franc Planinšek, Bruno Podveršič, Marko Stadler, Miloš Urbančič, Alojz Metelko, Janez Žampa.
Na volitvah v zbor združenega dela, ki so potekale 12. aprila 1990, so bili v skupščino izvoljeni: Ivan Dretnik, Vinko Drča, Anton Horvat, Jože Košak, Mirko Krajec, Peter Kraner, Dejan Peršolja, Janez Štular.
V kolikor bi šteli poslance vseh treh zborov skupščine je imela SKZ največ poslancev med strankami DEMOS. 
Predsednik stranke Ivan Oman je postal član predsedstva Republike Slovenije in dobil med kandidati na volitvah drugo najvišjo podporo, takoj za pesnikom Cirilom Zlobcem. 
8. aprila 1990 je SKZ stopila v vlado, v kateri pa ji je pripadel zgolj en ministrski položaj. Zasedel ga je Jožef Jakob Osterc, ki je postal minister za kmetijstvo, gozdarstvo in prehrano.

## Preimenovanje v Ljudsko stranko
Decembra leta 1990 se je preimenovala v Slovensko kmečko zvezo - Ljudsko stranko. Junija 1992 se je stranka preimenovala v Slovensko ljudsko stranko.